# Journey to the Center of the Earth (2008)
Journey to the Center of the Earth (bra: Viagem ao Centro da Terra - O Filme; prt: Viagem ao Centro da Terra) é um filme estadunidense lançado em 2008 em formato 3-D, estrelado por Brendan Fraser, Josh Hutcherson e Anita Briem, dos gêneros ficção científica e aventura, baseado no livro homônimo de Júlio Verne.

## Enredo
Na cena de abertura, Max Anderson (Jean-Michel Paré) está sendo perseguido por um Giganotosaurus. Max então se depara com uma abertura de fissura. Quando ele tenta saltar, ele cai enquanto grita o nome de seu irmão. Dez anos depois, o irmão de Max, Trevor Anderson (Brendan Fraser) é visitado pelo filho de Max, Sean Anderson (Josh  Hutcherson), sobrinho de Trevor, 13 anos. Em uma caixa de itens que pertenciam a Max está um livro, Viagem ao Centro da Terra de Júlio Verne. Notas escritas por Max são encontradas dentro do livro. No laboratório de vulcanologia de Trevor, um dispositivo mostra atividade no Snæfell, um vulcão adormecido na Islândia. Trevor e Sean viajam para a Islândia para investigar. Eles tentam entrar em contato com o vulcanologista islandês Sigurbjörn Ásgeirsson, mas em vez disso encontram sua filha Hannah Ásgeirsson (Anita Briem) desde que seu pai morreu alguns anos antes. Acontece que Sigurbjörn e Max eram ambos Vernianos, um grupo de pessoas que acreditam que as obras de Júlio Verne são fato e não ficção.
Hannah se oferece para ajudá-los a subir o vulcão. Enquanto o grupo está caminhando até o vulcão, uma tempestade relâmpago obriga-os a se abrigar em uma caverna. A entrada da caverna desmorona, tendo-os presos no que parece ser uma mina abandonada. O trio então monta em carrinhos de mina fora de controle, nos quais as trilhas começam a se ramificar de três maneiras. Hannah e Trevor são salvos dos becos sem saída e Sean se reúne com eles. Eles chegam ao fundo de um respiradouro vulcânico, o chão do respiradouro quebra, e eles começam a cair em direção ao centro da Terra. O respiradouro vulcânico eventualmente se torna um escorrega de água que os deixa com segurança em um lago no centro da Terra, que acaba por ser um mundo completamente separado dentro da Terra. O grupo começa a procurar um caminho de volta à superfície. Ao longo do caminho, eles encontram evidências de que alguém esteve lá há cem anos. Trevor observa que alguns instrumentos encontrados são Lidenbrock (o nome de um personagem no livro Júlio Verne, Viagem para o Centro da Terra). Isso sugere que outro grupo já tinha feito a viagem, de alguma forma retornou à superfície e contou o conto de sua aventura para Verne. Eles encontram algumas das coisas de Max também.
Enquanto Trevor e Sean estão examinando o que encontraram, Hannah descobre o corpo de Max. Eles enterram Max na praia do oceano subterrâneo e Trevor lê uma carta para Sean encontrada no diário de Max. Trevor descobre que seu irmão morreu devido à desidratação por causa do magma quente que envolve o centro da Terra. Usando informações do diário de Max, Trevor determina que eles devem encontrar um geyser que pode enviá-los para a superfície antes que a temperatura chegue a 200 ° F (cerca de 93 ° C). Além disso, eles devem chegar ao geyser dentro de 48 horas ou a água para o geyser terá evaporado. Eles constroem uma balsa e começam a atravessar o oceano subterrâneo, mas logo encontram um pacote de Xiphactinus. Eles usam clubes improvisados para matá-los, então um cardume de Elasmosaurus ataca o Xiphactinus, permitindo que o trio escape. A vela da jangada fica solta. Sean tenta segurar, mas é soprado e separado dos dois adultos. Um pássaro pequeno guia Sean para o rio. Enquanto isso, Trevor e Hannah decidem descansar, mas são atacados por plantas carnívoras. Hannah é capturada e sendo estrangulada pelas plantas. Trevor derrota a planta que está segurando Hannah pelo pescoço, e eles continuam em direção ao geyser. Quando chegam ao rio Trevor chama Sean, mas não obtém resposta.
Trevor diz que vai procurar Sean, mas diz a Hannah que ela deve continuar para o geyser e salvar a si mesma. Antes de ir, Hannah beija Trevor apenas no caso dele não voltar. Enquanto isso, Sean entrou numa terra árida e cheia de ossos. Ele ouve rugidos, olha para cima e vê um Giganotossauro vindo atrás dele. Trevor o salva. Quando chegam a um rio, encontram Hannah que navega um barco formado de um crânio do tiranossauro. Eles velejam para um vulcão com magma crescendo em sua cratera. Sendo tarde demais; A água necessária para o geyser evaporou.
Sean percebe que as paredes da cratera estão molhadas. Trevor ouve a água fluir do outro lado das paredes e vê que as paredes da cratera contêm magnésio. Depois que Trevor usa uma chama para acender o magnésio, um geyser os atira para cima para fora do Centro da Terra e eles emergem do vulcão Vesúvio, na Itália. Quando eles caem, eles acidentalmente destroem vinhas. Para fazer remendos com o fazendeiro da vinha, Sean dá ao proprietário um diamante que ele encontrou no centro da Terra. Trevor vê que Sean tem muitos mais diamantes em sua mochila. Trevor usa-os mais tarde para financiar o laboratório de seu irmão atrasado. Durante a aventura, Hannah e Trevor gradualmente se aproximam e eventualmente compartilham um beijo. Depois da aventura, Sean visita Trevor e Hannah em sua nova casa comprada usando alguns dos diamantes que Sean tirou da caverna. Trevor entrega a Sean um livro sobre outra terra estranha, Atlantis: The  Antediluvian World, de Ignatius L. Donnelly, e sugere que eles se reúnam durante as férias de Natal de Sean. Sean revela que ele trouxe o pequeno pássaro de volta do centro da Terra para manter como um animal de estimação. Entretanto, o pássaro voa feliz afastado.

## Elenco
| Nome                 | Personagem             |
| -------------------- | ---------------------- |
| Brendan Fraser       | Prof. Trevor Anderson  |
| Josh Hutcherson      | Sean Anderson          |
| Anita Briem          | Hannah Ásgeirsson      |
| Seth Meyers          | Professor Alan Kitzens |
| Jean Michel Paré     | Max Anderson           |
| Jane Wheeler         | Elizabeth Anderson     |
| Frank Fontaine       | Homem velho            |
| Giancarlo Caltabiano | Leonard                |
| Kaniehtiio Horn      | Garota Gum-Chewing     |
| Garth Gilker         | Sigurbjörn Ásgeirsson  |

## Recepção
Roger Ebert, em sua crítica de cinema para o Chicago Sun-Times escrevendo: "Este é um filme bastante ruim, e ainda, ao mesmo tempo talvez (...) tão bom quanto poderia ser. (...) [O 3D é] uma distração, uma decepção." Ty Burr, do Boston Globe disse que o filme tem "um enredo  esfarrapado": "O que os  proselitistas e os investidores  esquecem é que, se os  personagens e emoções não são tridimensionais, o resto do filme  será sempre plano."
Tasha Robinson, do The A.V. Club escreveu: "Como seus primeiros predecessores, é uma viagem nominalmente divertida, mas é fina (...) instantaneamente esquecível." Lou Lumenick, do New York Post disse que o filme é "incomum para este gênero" e "o roteiro não insulta a inteligência  do público." Claudia Puig, do USA Today chamou de "liso e previsível, embora os visuais sejam frequentemente impressionantes."
Anthony Lane, em sua revisão para o New Yorker escreveu: "A maior parte do filme, dirigido por Eric Brevig, é tão estúpido, estranho e rápido como deve ser, e, apesar de todos os seus novos efeitos, tocantemente antiquado em sua reverência pelo livro de Jules Verne que o inspirou." Richard Roeper, do Ebert & Roeper chamou de "muito divertido". No Rotten Tomatoes tem uma classificação "fresca" de 61%.

## Premiações

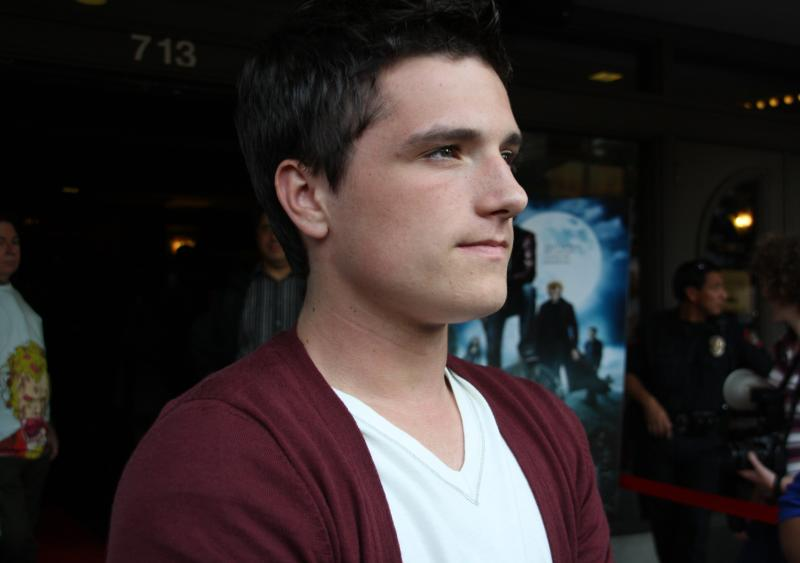
Josh Hutcherson é Sean Anderson.

- Indicado

Teen Choice Awards
Categoria Prêmio Teen Choice Filme do Verão de Aventura
World Soundtrack Awards
Categoria Revelação do Ano Andrew Lockington
Young Artist Awards
Categoria Melhor Performance em um Longa-Metragem - O ator jovem Josh Hutcherson
- Ganhou

BMI Film & TV Awards
Categoria Prêmio BMI Film Music Andrew Lockington
International 3D Society
Categoria: Melhor talento 3D, para Brendan Fraser
[carece de fontes?]